# Астане-Ашрафіє (шагрестан)
Астане-Ашрафіє (перс. آستانه اشرفیه) — шагрестан в Ірані, в остані Ґілян. За даними перепису 2006 року, його населення становило 107801 особа, які проживали у складі 32202 сімей.

## Бахші
До складу шагрестану входять такі бахші: 
- Кіяшахр
- Центральний